# Giuseppe Chiesa Baratti

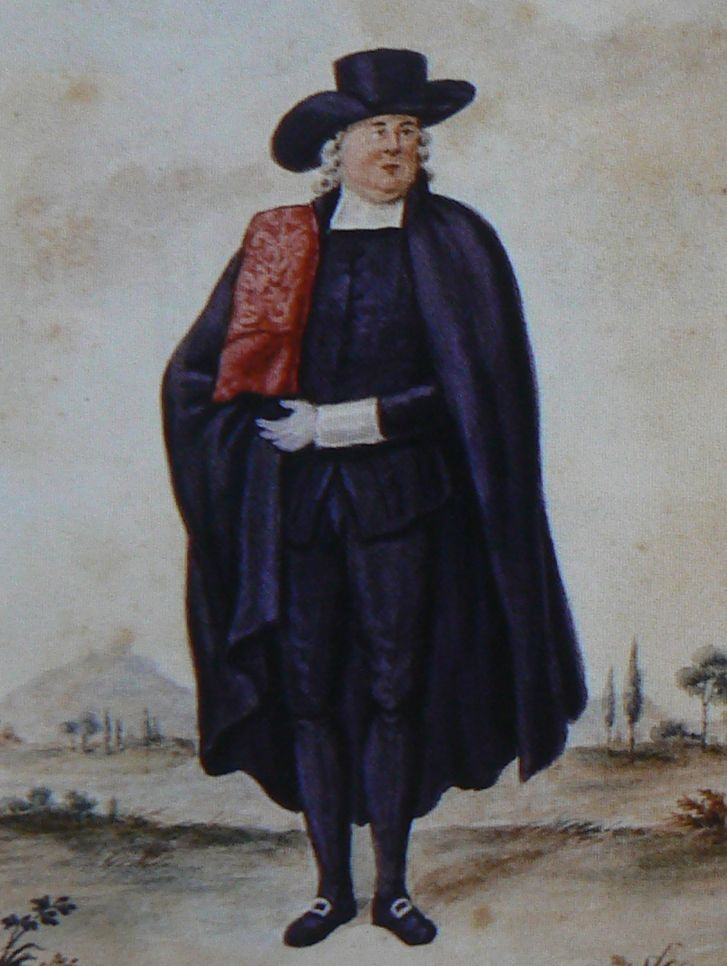
Retrat d'un magistrat, en ocasions, erròniament identificat com un autorretrat de l'artista (conservat a Ca n'Oliver, Maó).

Giuseppe Ignazio Maria Chiesa Baratti, més popularment conegut com Giuseppe Chiesa (Liorna, Ligúria, 1720 - Maó, 20 de novembre de 1789) fou un pintor italià establert a Menorca. Es tracta d'una figura clau en el panorama cultural menorquí del segle xviii ja que creà escola i la seva influència es fa sentir àmpliament. No obstant això, la bibliografia que ens en parla és encara escassa, incompleta i, en ocasions, conté molts errors. Fundà una escola, d'on més tard sortirien pintors il·lustres com Josep i Joan Chiesa, dos dels seus sis fills, i el seu alumne avantatjat Pasqual Calbó i Caldés, entre molts d'altres.

## Família
Fill de Giovanni Chiesa i Felicia Fortunata Baratti, família de pintors, s'establí l'any 1728 a Maó amb la seva germana Maria procedents de Finale, municipi a la regió de Ligúria, fet que se'ns indica a l'acta de casament del seu avi patern, Carlo di Antonio. Gràcies a les dades conservades a l'Arxiu della Curia Vescovile de Liorna, s'ha pogut reconstruir l'arbre genealògic de la família i sabem que Giuseppe fou el segon de sis fills. Anna Teresa (n. 1719) era la major, i en Carlo Antonio, na Contessa Eleonora, en Filippo Stefano i en Giovanni foren tots més petits que en Giuseppe.

## Biografia
Pràcticament no tenim dades de la seva infancia i període formatiu a Itàlia. Els experts el vinculen a es les escoles d'art provincials del nord, Gènova, Llombardia i potser també Venècia, ja que Chiesa nasqué en una família vinculada al món de les arts. Val a dir, però, que no se sap del cert si arribà a exercir de pintor en context italià.
Giuseppe Chiesa va arribar a Menorca a mitjans del segle xviii, probablement no abans del 1748, que ja no se'n conserva cap registre a l'Arxiu de Maó. Els experts es plantegen el perquè de la seva arribada a l'illa, assenyalant la possible acceptació d'un càrrec polític, cònsol del Gran Ducat de la Toscana. Giuseppe s'establí a Maó i el març de 1749 es casà amb Joana Aina Bagur Manent, natural de Maó. Un any després tingueren la seva primera filla, Joana Aina Chiesa Bagur, que es casaria amb Nicolà Alexiano, capità del port de Maó, membre de la família grega dels Alexiani, una de les més importants de la colònia grega establerta a Maó. Giuseppe i Joana tingueren cinc fills més: Margalida Felicia, Joan Antoni, Carlo (Joan, segons la documentació de l'Arxiu Diocesà a Ciutadella), Maria Teresa i Josep, tots ells nascuts entre 1750 i 1761. Alguns d'aquests fills foren també aprenents al seu taller, estudiant al taller de pintura obert per ell.
Quan s'establí a Maó, inicià una etapa d'efervescencia creativa. Desenvolupà una gran tasca artística en múltiples gèneres: històric, retrat, paisatges, pintura costumista i fins i tot projectes arquitectònics. Així mateix, s'ha pogut establir una relació entre els períodes amb una major producció pictòrica i la compra de propietats justificades en els llibres de Fadigues, fet que evidencia la seva bona salut financera. Les seves bones circumstàncies econòmiques i laborals es perllonguen fins al 1781, però després empitjoren progressivament. Maria dels Àngels Hernández i Guillem Sintes, argumenten que aquest canvi es pot vincular als esdeveniments històrics i polítics ja que els espanyols, arribats el 1782, actuen contra la colònia grega durant la dominació espanyola, entre 1782 i 1798.
Conservem documentació on el mateix Chiesa relata les penúries que passà, en diverses ocasions Chiesa escriu a Gabriel Seguí, el seu con-sogre, demanant-li un ajut econòmic per poder afrontar deutes pendents. A la mala situació econòmica s'hi afegeix la mort de la seva dona el 16 de novembre de 1788, i una greu malaltia que, segons la seva correspondència, li feu perdre les forces i també perdé la visió de l'ull dret. Un any més tard, el 1789, Chiesa morí a Maó. El seu testament, redactat el 17 d'octubre de 1786 pel notari Ramon Ballester i Flequer i conservat a l'Arxiu Històric de Maó, es fa esment de la seva pobra salut. Es diu que està impedit, malalt i confinat al llit. De fet, un cop mort Chiesa, els seus fills cediren el seu habitatge del carrer de Gràcia per poder fer front als deutes impagats del seu pare, fet que ens remet a la complicada situació econòmica que passà els seus últims anys.

## Trajectòria professional
Descendent d'una família d'artistes, ell mateix devia haver assistit a les escoles provincials del nord d'Itàlia, i aquesta influència es reflecteix a la seva extensa i variada obra. Alhora, la seva obra marcà profundament els nombrosos corrents artístics del panorama menorquí durant la segona meitat del segle xviii.
El panorama polític d'aquest segle, marcat per la dominació britànica, tingué un gran impacte en la configuració de les estructures socials de Menorca. Aquest fet, al seu torn, modificà la recepció d'obres d'art. És un període, entre d'altres, de força activitat constructiva i de reforma d'habitatges residencials, redecoracions, d'adquisicions d'obres per vestir aquestes residències. Giuseppe Chiesa fou un dels artistes professionals que arribà a Menorca per satisfer la nova demanda creixent d'art per part d'una clientela burgesa formada just al segle xviii.
Les seves primeres obres en àmbits menorquí de les que tenim notícia són la confecció dels plànols de l'església de Santa Maria i la dels quarters de l'Esplanada, ambdues a Maó. Més endavant, el 1761, també realitzà dibuixos per a la construcció de l'església de Sant Lluís.
La seva producció pictòria assolí certa importància a partir de 1754 i, especialment, entre els anys 1770 i 1776. Les seves pintures realistes, properes al verisme, fan de Giuseppe Chiesa el cronista oficial de la Menorca de l'època, ja que reflecteixen amb tot luxe de detalls els passatges, els esdeveniments històrics i la varietat de personatges que conformen la cosmopolita societat menorquina d'aquell moment.
Fou pintor d'esdeveniments històrics, costums i indumentària menorquina. A més cal destacar l'encàrrec de dos quadres per l'església del Carme, que s'estava construint en aquell moment, però que foren destrossades en la guerra civil espanyola. També fou l'encarregat de pintar al governador francès el duc de Lannion, per desig de l'Ajuntament de Maó.

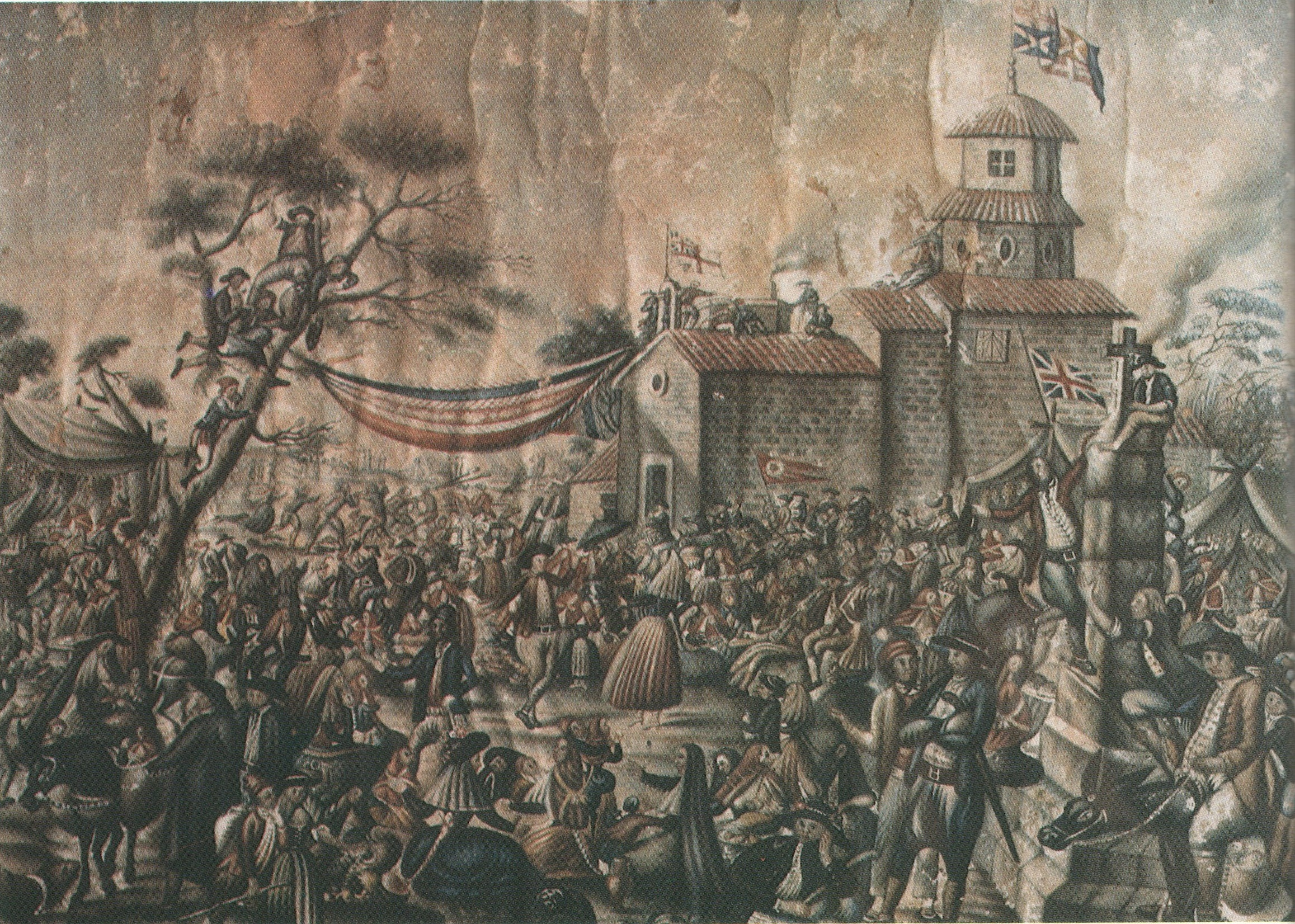
Festa popular de sant Llorenç a Binixems (atribució, conservat a Ca n'Oliver, col·lecció Hernández-Sanz Hernández-Mora, Maó. Font: Família Roca-Montanari).

La seva obra és coneguda pels menorquins, però pràcticament desconeguda internacionalment. Àngels Hernández i Guillem Sintes assenyalen dos aspectes que fan de Giuseppe Chiesa una figura important per Maó i Menorca: Per una banda, la seva obra pictòrica reflecteix els esdeveniments històrics ocorreguts al llarg del segle xviii i la societat menorquina d'aquell temps. De l'altra banda, gràcies a la seva escola els maonesos i menorquins interessats per la pintura tenien un lloc per aprendre, sense la qual potser la ciutat de Maó hagués quedat orfe del seu representant en la pintura més important, Pasqual Calbó i Caldés.
L'empobriment d'en Chiesa així com la manca de producció artística dels seus últims anys es poden atribuir no només al seu greu estat de salut, si no també a la desaparició del mercat que comprava les seves obres. El mercat artístic menorquí, molt probablement, era força reduït i en aquests últims anys el seu fill Joan i en Pasqual Calbó, entre d'altres artistes, estaven en actiu, motivant cert esgotament de la demanda d'obra per part d'una clientela local.

## Obra
Si analitzem l'obra d'en Giuseppe Chiesa ens n'adonem de la versatalitat d'aquesta figura, que acceptà encàrrecs i treballs molt diversos. Chiesa treballà àmpliament gèneres com el retrat, la pintura històrica, la de gènere, les vedutes i, fins i tot, les anomenades conversation pieces. Amb una predilecció força marcada per la representació naturalista, s'observa la petjada verista de l'escola pictòrica del nord d'Itàlia, dels anomenats pintors de la realità. Alhora, alguns experts han parlat de filiacions amb l'escola napoletana, apuntant cap a la figura del pintor Gaspare Traversi com a possible influència, especialment en la faceta de Chiesa com a retratista. De fet, tenim documentades estades de Traversi al nord d'Itàlia, per tant, resulta plausible pensar que Chiesa entrà en contacte amb l'obra d'aquest.

Pel que fa la tècnica, val a dir que la trobem vinculada al gènere amb el que treballa. D'aquesta manera, la producció de retrats o pintures amb un cert caràcter oficial és quasi totalment feta amb oli. No obstant això, quan les obres posseeixen un caràcter més decoratiu, social i desenfadat treballa amb l'aquarel·la, tècnica nova en aquell moment, barreja amb el guaix.

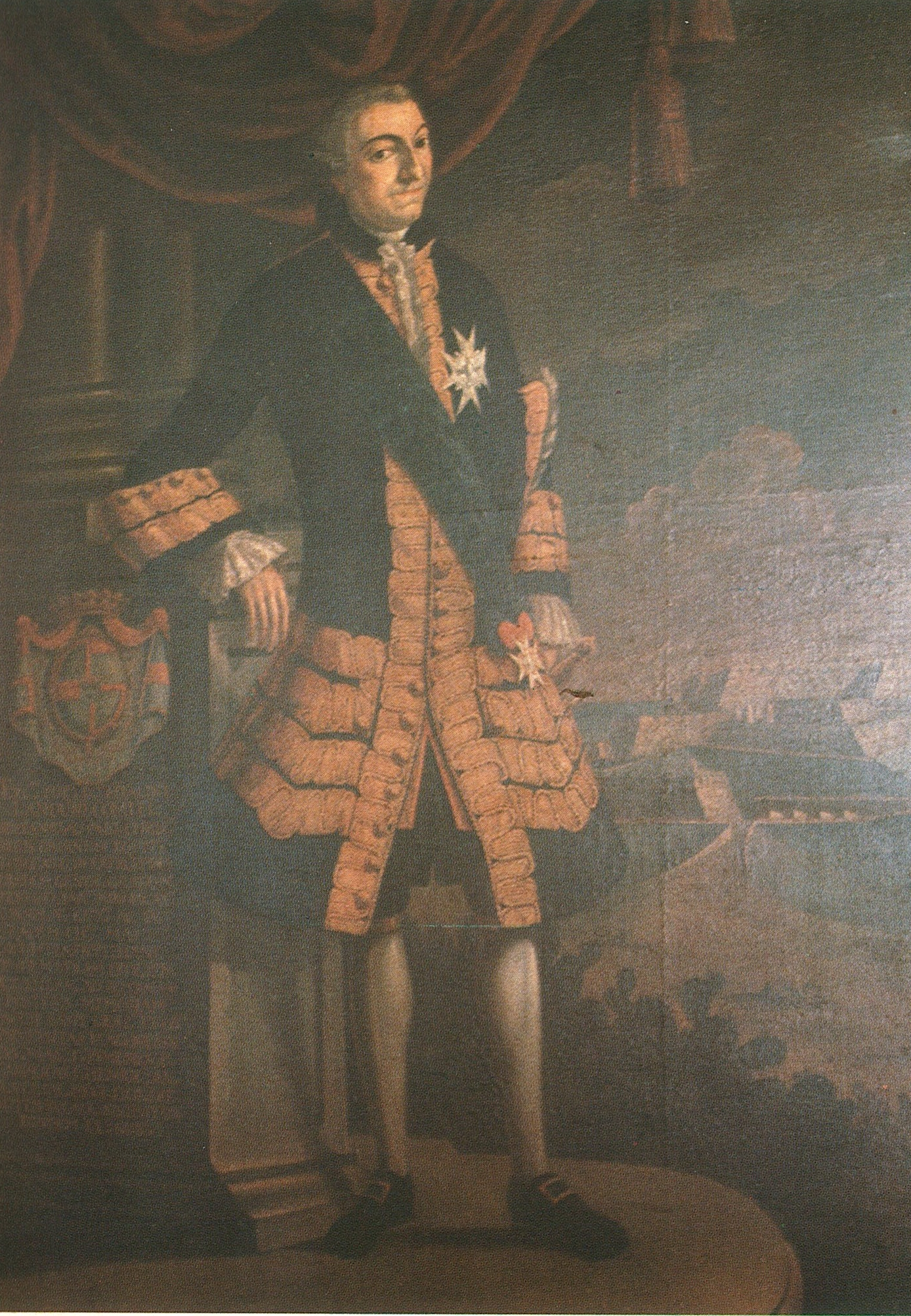
Comte de Lannion, governador francès a Menorca (Col·lecció de l'Ajuntament de Maó. Font: Patronat de Cultura).

### Retrat
La producció de Giuseppe Chiesa en l'àmbit del retrat destaca pel tractament minuciós i acurat dels detalls. Chiesa cerca mostrar-se el més objectiu possible, reproduint amb gran fidelitat la indumentària dels personatges retrats, així com la voluntat de capturar el seu aspecte psicològic. Andreu, Sintes i Hernández, en el seu estudi sobre l'obra de Giuseppe Chiesa, fan notar com l'autor tracta el gènere amb una gran cura, desenvolupant una pintura plena de detalls delicats, trets escrupolosament estudiats del model natural fins al punt de parlar de retrats amb una gran penetració psicològica dels personatges retratats. Alhora, algunes d'aquestes obres s'emmarquen en paisatges o edificacions vinculades, d'alguna manera, al personatge retratat, aportant un retrat també de l'ambient.
Pel que fa la policromia dels retrats destaquem l'ús d'una àmplia gamma cromàtica, notablement en les zones on es representen teixits. Així mateix, cal fer menció als retrats femenins, algunes de les dones retratades llueixen sumptuosos vestits menorquins, font privilegiada per a l'estudi de la indumentària femenina del moment.
Moltes d'aquestes obres foren encàrrecs no només de particulars, si no també d'institucions municipals. Actualment es conserven retrats de Chiesa o obres atribuïdes a l'autor a la col·lecció del palau de la branca primera de la família Saura (Ciutadella), a la col·lecció del palau Sintas (Ciutadella), a la col·lecció del llegat Hernández-Sanz Hernández-Mora (Ca n'Oliver, Maó), a l'Ajuntament de Maó, a l'Ajuntament d'Alaior, a l'Ajuntament de Ciutadella o, fins i tot, en alguna col·lecció particular britànica.

### Pintura històrica
En aquest gènere, Chiesa cultivà la representació d'esdeveniments militars. Resulta notable veure que el tractament de les obres s'acosta més al que donà als retrats que no pas a escenes grandiloqüents, probablement, més habitual en aquest gènere pictòric. Chiesa s'esmera en representar tot tipus d'edificacions, uniformes dels contendents, per exemple, personatges civils, i un llarg etcètera que atorguen a les seves obres un cert caràcter anecdòtic, i és, alhora una font documental preciosa del seu moment. Podem destacar obres om el Setge del castell de sant Felip pels francesos (atribució conservada en una col·lecció particular) o bé la Presa del castell de sant Felip pels francesos (atribució conservada al Musée National de la Marine, París). Les obres del Setge del castell de Sant Felip i la Presa del castell pels francesos també es conserven a l'Ajuntament de Maó, en paper.

### Escenes de gènere
És precisament en aquest àmbit que Chiesa deixa sentir les seves filiacions amb l'escola veneciana de pintura, destacant en particular la figura de Pietro Longhi, estricte contemporani del pintor. Chiesa escull petites escenes, de tipus familiar per donar-los-hi un cert aire caricaturesc i escenes, de nou, de tipus militar com a pintures de gènere més habituals. Observem aquí la vinculació de Chiesa al moviment europeu al voltant de les anomenades conversation pieces angleses. Alhora, alguns autors han vist afinitats amb estampes costumbristes dels francesos Antoine Watteau i François Boucher. Destaquem una petita sèrie de sis obres no signades però que s'atribuïren a Giuseppe Chiesa que pertangueren, originàriament a Lord George Lennox, general anglès destinat a Menorca entre 1769 i 1775 on fou coronel del 25è regiment de terra britànic. Aquestes obres es conserven totes actualment al National Army Museum de Londres.

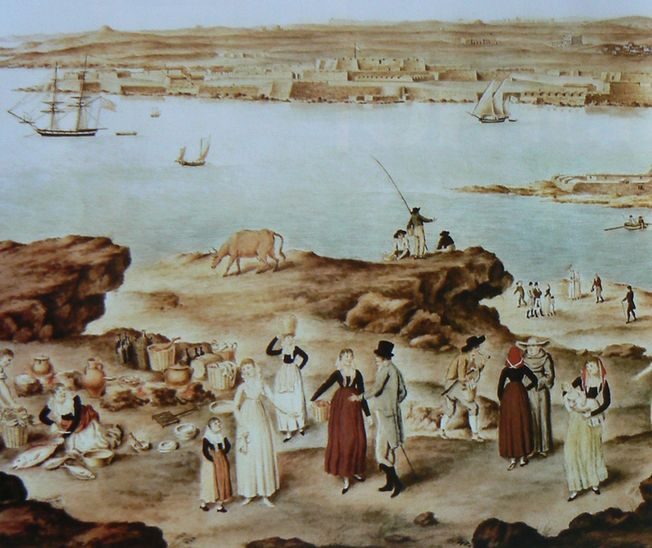
Port de Maó vist des de la Mola, actualment atribuït al seu fill, Joan Chiesa Bagur (Ca n'Oliver, col·lecció Hernández-Sanz Hernández-Mora, Maó).

### Lesvedute
Si bé conservem pocs exemples d'en Chiesa treballant aquest gènere, solen ser sempre encàrrecs realitzats per a la decoració de residències i tots tenen el port de Maó com l'espai que emmarca l'escena. Les vedute és un gènere híbrid que juxtaposa el paisatge amb les escenes de gènere. Chiesa sol emprar l'aquarel·la en aquestes obres, molt popular arreu d'Europa i, especialment, a Anglaterra des de mitjan segle xviii. El pintor mescla l'aquarel·la amb el guaix en alguns detalls a fi de ressaltar una part en particular de l'escena.
Un exemple singular d'aquest gènere és la seva obra del port de Maó avui conservada a Ca n'Oliver (Maó). En aquesta trobem una sèrie de personatges en primer terme i, de fons però ocupant una part important en la composició, el port. Aquest ha estat representat amb una perspectiva lineal. L'obra pertany al llegat Hernández-Mora, i, si bé conté una inscripció amb la data de 1770, però actualment hi ha un consens entre els experts en atribuir aquesta obra al seu fill, en Joan Chiesa Bagur. Un dels motius principals d'aquesta atribució és la indumentària dels personatges, d'estil imperi i, per tant, posterior a l'època en què Giuseppe Chiesa estigué actiu. De fet, el gust per aquest tipus d'obres el veurem en diversos autor de l'escola pictòrica de Maó, com el seu deixeble Pasqual Calbó.

### Pintura religiosa
Conservem poques referències d'obres de temàtica religiosa per part d'en Giuseppe Chiesa, però se sap positivament que és un gènere que també cultivà. Malauradament, durant la guerra civil, es destruí una gran quantitat de producció artística religiosa a Menorca, i per això no ens queda res avui dia. Andreu, Sintes i Hernández, en el seu ja mencionat estudi sobre l'autor, apunten cap a la possibilitat d'algun frontal d'altar o obra moble de tipus realista com també feren els seus contemporanis al nord d'Itàlia.
En Josep Sanxo i Sanxo, teòleg i historiador menorquí, en la seva obra Memòria de la parroquia de Mahó (1833) fa menció expressa de l'execució d'una obra per part d'en Chiesa que hauria format part de l'altar de l'església del Carme de Maó. També tenim notícia que l'obra és traslladada al transsepte de forma posterior. No obstant això, en Sanxo no ens fa cap descripció de l'obra, pel que en desconeixem la temàtica en particular.
El mateix Josep Sanxo també menciona una sèrie de teles que haurien format part del retaule que estaven ubicades al presbiteri de l'església de sant Francesc a Maó. Aquestes obres contenien representacions de l'anunciació, sant Francesc i altres sants franciscans.

### Dibuixos
Es conservem també una sèrie de dibuixos, en ocasions, esbossos preparatoris i estudis per a obres que, més endavant, pinta a l'oli o també a l'aquarel·la. Pel que fa la temàtica, els dibuixos que han arribat als nostres dies són força diversos: de tipus històric, costumbrista, amb animals. Destaquem un dibuix de la construcció de l'església de sant Lluís (c. 1761, atribució conservada a la col·lecció Cardona-Goñalons) que resulta molt interessant ja que es representa l'edifici durant el procés constructiu, detallant amb molta exactitud els treballs que es desenvoluparen: l'extracció de marès, el transport i desbastament de les pedres, etc. Alhora, a la façana de l'església hi trobem l'obelisc que el comte de Lannion feu construir en honor del rei de França, Lluís XV.

### Plànols i cartografia
Tal com s'ha mencionat amb anterioritat, els primers treballs d'en Giuseppe Chiesa a Menorca foren plànols de plantes d'edificacions públiques i també militars. A l'Arxiu històric de Maó es conserven lligals d'assumptes religiosos on hi ha diverses referències del cobrament que Chiesa rebé per l'elaboració de diverses plantes d'esglésies entre 1751 i 1772.
Encara un altre exemple de la tasca de Chiesa com a delineant el trobem en un document que pertany al llibre quaranta-nou dels acords de la Universitat de Maó, avui conservat a l'arxiu, on es dona el vist-i-plau d'una segona planta que en Chiesa hauria elaborat per a la construcció de les casernes de l'esplanada de Maó. Aquesta planta ha estat datada a finals del 1752, però no en tenim constància que hagi arribat als nostres dies.
De la mateixa manera, es fa referència als acords de la Universitat de Maó a Chiesa en relació amb l'autoria d'una plànols del nou llatzeret de Maó. Segons aquests documents, se li abonà un import per a la confecció dels mateixos. Els experts, gràcies a les notes conservades en aquests documents, coincideixen en apuntar que els plànols en qüestió es refereixen al llatzaret de l'illa de la Quarentena.
Per acabar, una faceta també força desconeguda d'en Chiesa és la seva tasca de cartografia. Només coneixem un sol exemplar signat i datat el 1774. Els experts coincideixen en apuntar que aquesta obra, avui conservada en una col·lecció privada, s'inspira en la cartografia francesa contemporània. Es tracta d'un treball de gran format sobre pergamí il·lustrat amb tinta i color, que seria un mapa de d'illa de Menorca sencera. Aquest gaudeix de tot tipus de detalls, s'hi traçaren els camins, ports, cales i platjes practicables, així com fortificacions i llocs. A manera de detall podem mencionar com la col·lecció Hernández-Mora, actualment a Ca n'Oliver (Maó), conserva un mapa imprès a París el 1781 a partir d'un dibuix del mariscal G. Maudave, geògraf del monarca francès. Les dimensions són semblants a les del que realitzà en Chiesa, i el text explicatiu és pràcticament idèntic.

## Llegat
Probablement la principal aportació de Giuseppe Chiesa al món artístic és la creació d'una escola pictòrica a Menorca. Abans de la seva arribada a l'illa no es té constància de la presència de pintors o artistes professionals que visquéssin dels treballs fets per a la clientela local i internacional vinculada a l'illa. Com hem vist, al segle xviii, aquest escenari és capgira i és Chiesa qui no només creà un taller, si no que és l'iniciador d'un taller de pintura a Maó en el que es formaren un gran nombre de joves artistes, alguns dels quals, amb una gran repercussió posterior. El seu deixeble més destacat, sense cap dubte, fou Pasqual Calbó i Caldés, artista natural de Maó amb una carrera internacional sense parangó en context menorquí. El taller de Chiesa no només sobrevisqué a la mort de l'artista, sinó que tingué un paper fonamental en a formació d'artistes a Menorca, fent sentir la seva petjada fins a mitjan s. XIX.
El 2020 es compliren tres-cents anys del naixement del pintor, esdeveniment que es commemorà amb un programa d'actes molt divers a tot Menorca. La data es feu servir com a excusa per revisar els aspectes menys coneguts de la seva biografia, i es publicaren nous articles i assajos al voltant d'aquesta figura. Així, l'any Chiesa s'inicia amb el Ple Extraordinari en motiu de la diada de sant Antoni on na María Ángeles Hernández pronuncià una conferència al voltant de la figura del pintor. Al seu torn, l'Institut d'Estudis Menorquins (IME) també celebrà un cicle de conferències a la Biblioteca Pública de Maó i a Ca n'Oliver, i el Museu de Menorca realitzà visites guiades sobre aspectes específics de l'obra d'en Chiesa.